# 大橋太夫
大橋太夫（おおはしたゆう）は、京都の島原の太夫。
有名なのは2人。一人は江戸時代中頃に活躍した「大橋太夫」で、和歌と書に優れ、特に書は「大橋様」とまで称されたという。
いま一人が本項で述べる太夫（18世紀半ばに活躍した「大橋太夫」）である。

## 大橋太夫（律）
18世紀半ばに活躍した「大橋太夫」は近世畸人伝に「遊女大橋」として取り上げられている。

### 太夫としての半生
前記の太夫にちなんで「大橋」の源氏名を受け継いだ。
生没年は未詳。和歌、書画に優れていた。
本名は「律（りつ）」で、「洛西喬木女」と号した。もとは江戸住まいの旗本の娘であった。
何かの事情で父親が浪人となり、京に移り住み、そののち島原に入る。武家の娘としての深い教養が、彼女を当時の島原の名妓の地位に押し上げることとなる。
梅のはな たか袖ふれし にほひぞと 春やむかしの 月にとはばや
のちにある人に身請けされ、退廓。その人物とは死別し、栗原一素と再婚。冷泉家に入門し、和歌を学ぶ。
その後出家し、禅尼・慧林尼となる。

## 文献
- パトリシア・フィスター『近世の女性画家たち』（思文閣出版、1994年）